# Camponotus crucheti
Camponotus crucheti är en myrart som beskrevs av Santschi 1911. Camponotus crucheti ingår i släktet hästmyror, och familjen myror. Inga underarter finns listade.